# Denza 500
La Denza 500 est une voiture électrique chinoise produite par Denza, une co-entreprise entre Daimler AG et son partenaire BYD Auto,. Il s'agit d'un « rafraîchissement » des modèles Denza 400 et Denza EV précédemment commercialisés par le constructeur,.

## Description
Un pré-rapport de mars 2018 énonçait que les futures options incluent des phares à DEL à l'avant et à l'arrière, une possibilité d'utilisation du véhicule par temps froid et un écran tactile d'info divertissement de 9 pouces avec des informations de navigation de Baidu Maps qui peuvent également aider à localiser les stations de recharge. Il y avait 112 000 stations de ce type en Chine à l'époque. Le nouveau véhicule devait être vendu chez certains concessionnaires Mercedes-Benz en Chine.
Le restylage de 2018 a modifié la calandre, le pare-chocs arrière et les feux arrière, l'intérieur a été mis à jour et le nom de la voiture devint  Denza 500. L'autonomie de la Denza 500 est de 451 kilomètres (norme NEDC).
La batterie de la Denza 500 est passée de 62 kWh (présente sur la Denza EV) à 70 kWh. Selon Denza, la consommation est de 15,9 kWh aux 100 kilomètres pour une autonomie de 635 kilomètres. En octobre 2018, les prix du Denza 500 variaient de 298 800 à 328 800 yuans.

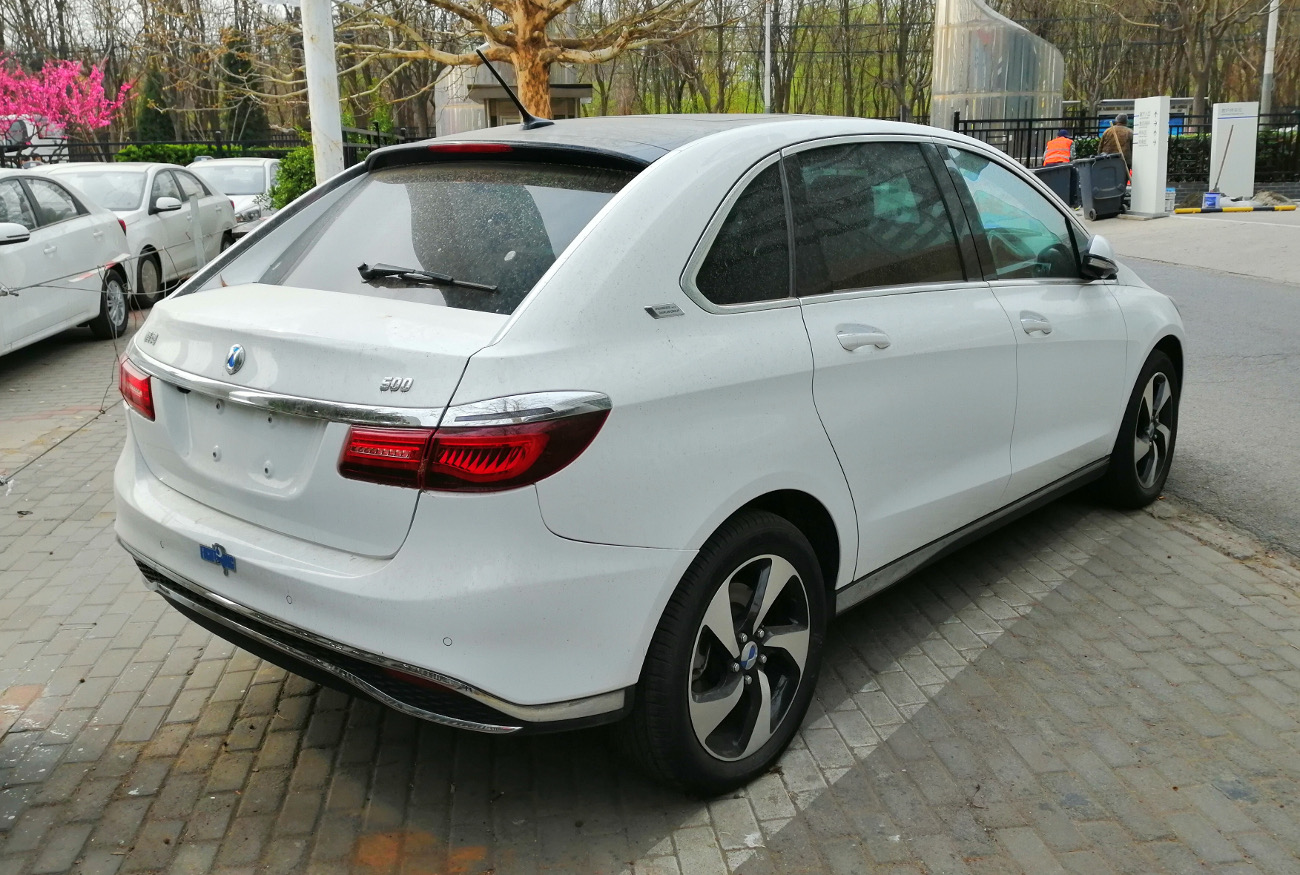
Vue arrière de la Denza 500

## Denza EV
Le modèle précédent était la Denza EV, qui a été présentée en avant-première en tant que concept-car par Denza au Salon de l'auto de Pékin 2012 et a été testée en tant que prototype lors du Salon de l'auto de Shanghai 2013. Le lancement officiel de la voiture de production a eu lieu en 2014 avec une fourchette de prix de 369 000 yuans à 399 000 yuans, La Denza EV est basée sur la même plate-forme que la Mercedes-Benz Classe B tandis que le groupe motopropulseur électrique provient de la voiture électrique BYD e6 produisant 137 kW (184 ch) avec une vitesse de pointe de 150 km/h.[réf. nécessaire]
La Denza EV avait une autonomie de 352 km lors de son lancement en 2014 ; en 2017, Denza avait lancé une version 400 km,.

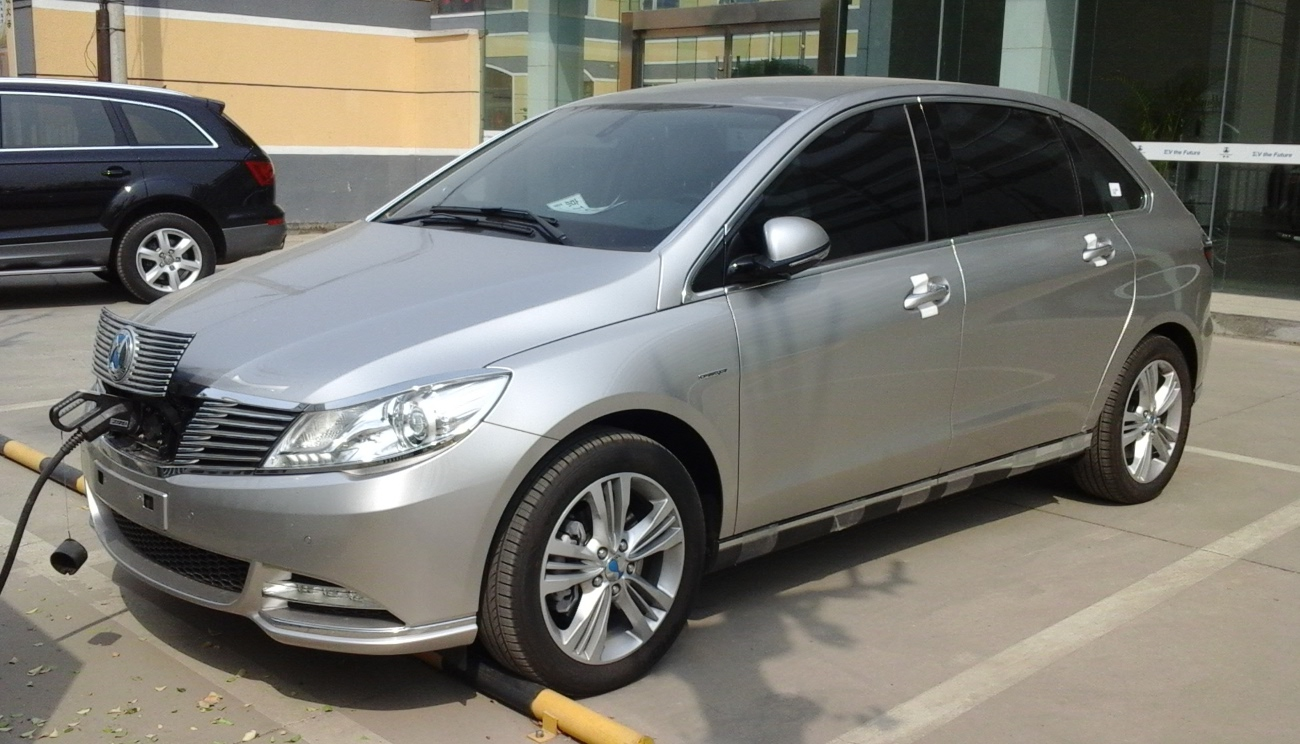
Avant de la Denza EV
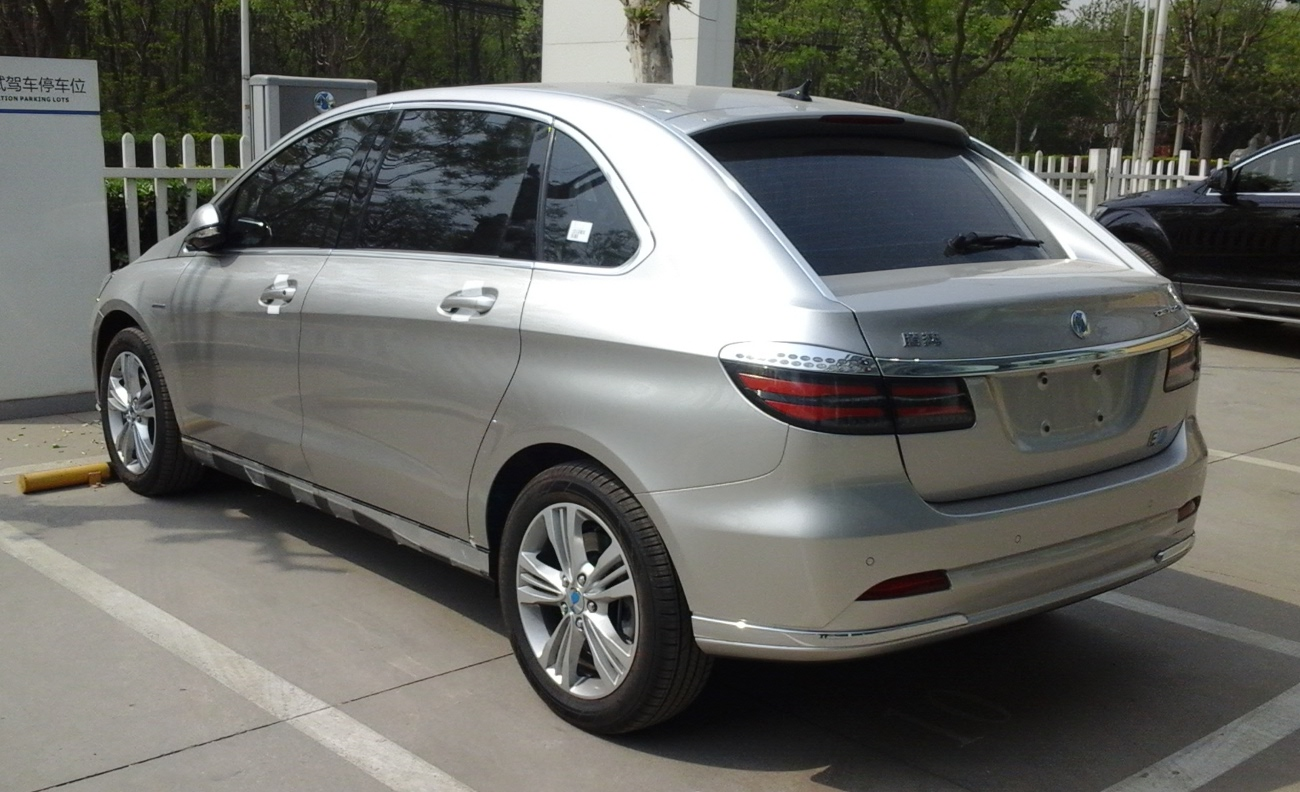
Arrière de la Denza EV